# وجهات لوفتهانزا
اعتبارا من يوليو عام 2017، كانت لوفتهانزا وبما في ذلك لوفتهانزا الإقليمية (باستثناء جميع أعضاء لوفتهانزا المجموعة الأخرى) تسير رحلات إلى 18 وجهة محلية و193 وجهة دولية في 81 بلدا في جميع أنحاء أفريقيا، الأمريكتين، وآسيا، وأوروبا. رحلات الطيران التي يتم تشغيلها نيابة عن شركة لوفتهانزا من قبل شركة PrivatAir PrivatAir مدرجة أيضًا.

## الوجهات
وتشمل القائمة المدينة والبلد ورموز اتحاد النقل الجوي الدولي (رمز مطار اتحاد النقل الجوي الدولي) ومنظمة الطيران المدني الدولي (رمز مطار ICAO) ، واسم المطار، مع محاور خطوط الطيران.
|  | مركز رئيسي    |
|  | مدينة التركيز |
|  | مستقبل        |
|  | موسمي         |
|  | وجهة ملغية    |